# Martin Knudsen
Martin Hans Christian Knudsen (Hasmark, Dinamarca, 15 de febrero de 1871 - Copenhague, 27 de mayo de 1949) fue un físico danés que enseñó y dirigió investigaciones en la Danmarks Tekniske Universitet (Universidad Técnica de Dinamarca).
Es conocido principalmente por sus estudios sobre el flujo molecular de los gases y el desarrollo de las células de Knudsen, un componente primario de los sistemas de crecimiento epitaxial por haces moleculares.
En el año 1895 Knudsen recibió la medalla de oro de la universidad y obtuvo su máster en física al año siguiente. Unos años después, en 1901, comenzó su labor docente en la universidad, pero no fue hasta 1912 cuando pasó a ser profesor de física, después de que Christian Christiansen (1843-1917) se retirara. Knudsen mantuvo este puesto hasta su propia jubilación en 1941.
Knudsen es muy conocido por su trabajo en la teoría cinética molecular y acerca de los fenómenos en gases a baja presión. Como consecuencia de su reconocimiento, su nombre aparece en varios conceptos e instrumentos científicos: el flujo de Knudsen, el número de Knudsen, la capa de Knudsen, los gases de Knudsen, la ecuación de Knudsen, el manómetro Knudsen, el medidor Knudsen y la bomba Knudsen, una bomba que trabaja sin partes móviles. Su libro The Kinetic Theory of Gases («Teoría cinética de los gases», Londres, 1934) contiene los resultados principales de sus investigaciones. Participó en la primera, la segunda, la tercera y la quinta Conferencias Solvay.
Asimismo, Knudsen fue un científico muy activo en la oceanografía física, pues desarrolló métodos para definir las propiedades del agua marina. En relación con este campo fue editor de Hydrological Tables (Copenhague-Londres, 1901).
Se le otorgó la medalla Alexander Agassiz de la Academia Nacional de Ciencias de Estados Unidos en el año 1935.